# Mimoeme lycoides
Mimoeme lycoides là một loài bọ cánh cứng trong họ Cerambycidae.